# Philipp Lenard
Philipp Eduard Anton von Lenard (Požun, 7. srpnja 1862. – Messenhausen, 20. svibnja 1947.), njemački fizičar. Bio je i poznati pristalica nacističke ideologije.
Nagrade:
- 1905. - Nobelova nagrada za fiziku